# Cursa Gent–Wevelgem 2024
Cursa Gent–Wevelgem 2024 a fost ediția a 86-a a cursei clasice de ciclism Gent–Wevelgem, cursă de o zi. S-a desfășurat pe data de 24 martie 2024 și a făcut parte din calendarul UCI World Tour 2024.

## Echipe participante
Întrucât Gent–Wevelgem este un eveniment din cadrul UCI World Tour 2024, toate cele 18 echipe UCI au fost invitate automat și obligate să aibă o echipă în cursă. Șapte echipe profesioniste continentale au primit wildcard.

### Echipe UCI World
| - Alpecin–Deceuninck - Arkéa–B&B Hotels - Astana Qazaqstan Team - Team Bahrain Victorious - Bora–Hansgrohe - Cofidis - Decathlon–AG2R La Mondiale - DSM–Firmenich PostNL - EF Education–EasyPost | - Groupama–FDJ - Ineos Grenadiers - Intermarché–Wanty - Lidl–Trek - Movistar Team - Soudal–Quick-Step - Team Jayco–AlUla - Visma–Lease a Bike - UAE Team Emirates |  |

### Echipe continentale profesioniste UCI
| - Israel–Premier Tech - Lotto–Dstny - Q36.5 Pro Cycling Team - Team Flanders–Baloise | - Team TotalEnergies - Tudor Pro Cycling Team - Uno-X Mobility |  |

## Rezultate
Rezultate oficiale.
| \| Clasament general \| Clasament general \| Clasament general \| Clasament general \| Clasament general \| \| Ciclist \| Ciclist \| Echipă \| Timp \| \| \| ----------------- \| -------------------- \| -------------------------- \| ----------------- \| ----------------- \| \| 1. \| Mads Pedersen \| Lidl-Trek \| 5h 36' 00" \| \| \| 2. \| Mathieu van der Poel \| Alpecin-Deceuninck \| + 0" \| \| \| 3. \| Jordi Meeus \| Bora-Hansgrohe \| + 16" \| \| \| 4. \| Jasper Philipsen \| Alpecin-Deceuninck \| + 16" \| \| \| 5. \| Jonathan Milan \| Lidl-Trek \| + 16" \| \| \| 6. \| Olav Kooij \| Team Visma \\| Lease a Bike \| + 16" \| \| \| 7. \| Biniam Girmay \| Intermarché-Wanty \| + 16" \| \| \| 8. \| Tim Merlier \| Soudal Quick-Step \| + 16" \| \| \| 9. \| Dylan Groenewegen \| Team Jayco AlUla \| + 16" \| \| \| 10. \| Matteo Trentin \| Tudor Pro Cycling Team \| + 16" \| \| |                      |                            |            |
| |                      |                            |            |
| Source: ProCyclingStats |                      |                            |            |
| Clasament general |                      |                            |            |
| Ciclist | Ciclist              | Echipă                     | Timp       |
| 1. | Mads Pedersen        | Lidl-Trek                  | 5h 36' 00" |
| 2. | Mathieu van der Poel | Alpecin-Deceuninck         | + 0"       |
| 3. | Jordi Meeus          | Bora-Hansgrohe             | + 16"      |
| 4. | Jasper Philipsen     | Alpecin-Deceuninck         | + 16"      |
| 5. | Jonathan Milan       | Lidl-Trek                  | + 16"      |
| 6. | Olav Kooij           | Team Visma \| Lease a Bike | + 16"      |
| 7. | Biniam Girmay        | Intermarché-Wanty          | + 16"      |
| 8. | Tim Merlier          | Soudal Quick-Step          | + 16"      |
| 9. | Dylan Groenewegen    | Team Jayco AlUla           | + 16"      |
| 10. | Matteo Trentin       | Tudor Pro Cycling Team     | + 16"      |

## Legături externe
- Site web oficial